# Proargyrolagus
Proargyrolagus es un género extinto de pequeños mamíferos marsupiales que vivieron entre el Oligoceno y el Mioceno Inferior en lo que ahora es Sudamérica.
Encontrado inicialmente en depósitos del Oligoceno temprano (Deseadense) en Salla, Bolivia, representan los más primitivos testimonios y la más temprana especialización de Argyrolagidae en Sudamérica.
- Especies:
  - P. bolivianus (especie tipo)
    - Autor: Wolff, 1984
    - Datos fósiles: Oligoceno Superior;  Bolivia

  - P. argentinus[1]
    - Autor: Goin & Abello, 2013
    - Datos fósiles: Mioceno Inferior;  Argentina